# Caberg
Caberg, niet te verwarren met Oud-Caberg, is een naoorlogse woonwijk gelegen in het noordwesten van de Nederlandse stad Maastricht. Het is een van de 44 officiële buurten binnen de gemeente Maastricht en is onderdeel van de wijk Maastricht-West. De Caberg is tevens de historische benaming van een lage heuvel in dit gebied.

## Ligging en straatnamen
De woonwijk Caberg ligt op de heuvel Caberg in Maastricht-West, niet ver van het voormalige dorp Caberg, dat thans Oud-Caberg heet. De buurt grenst aan de buurt Brusselsepoort in het zuiden, Malpertuis in het westen, Oud-Caberg in het noordwesten, Bosscherveld in het noordoosten en het Frontenkwartier in het zuidoosten. De drukke Brusselseweg verdeelt Caberg in twee helften en is tevens de belangrijkste uitvalsweg naar het Belgische grensgebied. De Carl Smulderssingel en de Cabergerweg zijn de voornaamste verbindingswegen met het centrum van Maastricht.
De straten in het deel van de buurt ten westen van de Brusselseweg zijn genoemd naar muziektermen. Voorbeelden zijn de Symphoniesingel, de Clavecymbelstraat en de Spinetlaan. In het oostelijk deel van de wijk zijn de straten vernoemd naar kunstenaars, architecten en musici die met Maastricht verbonden zijn, zoals Pieter Post (de architect van het Stadhuis van Maastricht), Theodoor van der Schuer (de schilder van diverse interieurstukken in het stadhuis), Jan de Beijer, Mathias Soiron, Petrus Nicolaas Gagini, Carl Smulders, Rob Graafland en Henri Jonas.

## Geschiedenis

### Agrarisch gebied
Tot eind jaren 1950 bestond het gebied waar thans Caberg ligt uit landerijen, die merendeels bewerkt werden door boeren uit het nabije Oud-Caberg, een dorp dat waarschijnlijk ontstaan is tijdens de ontginningen in de Late Middeleeuwen. De eerste vermelding van Caberg stamt uit de 13e eeuw. Tot 1794 behoorde het dorp Caberg en omgeving tot de vrije rijksheerlijkheid Pietersheim. Na de komst van de Fransen werd Caberg ingedeeld bij de gemeente Lanaken.

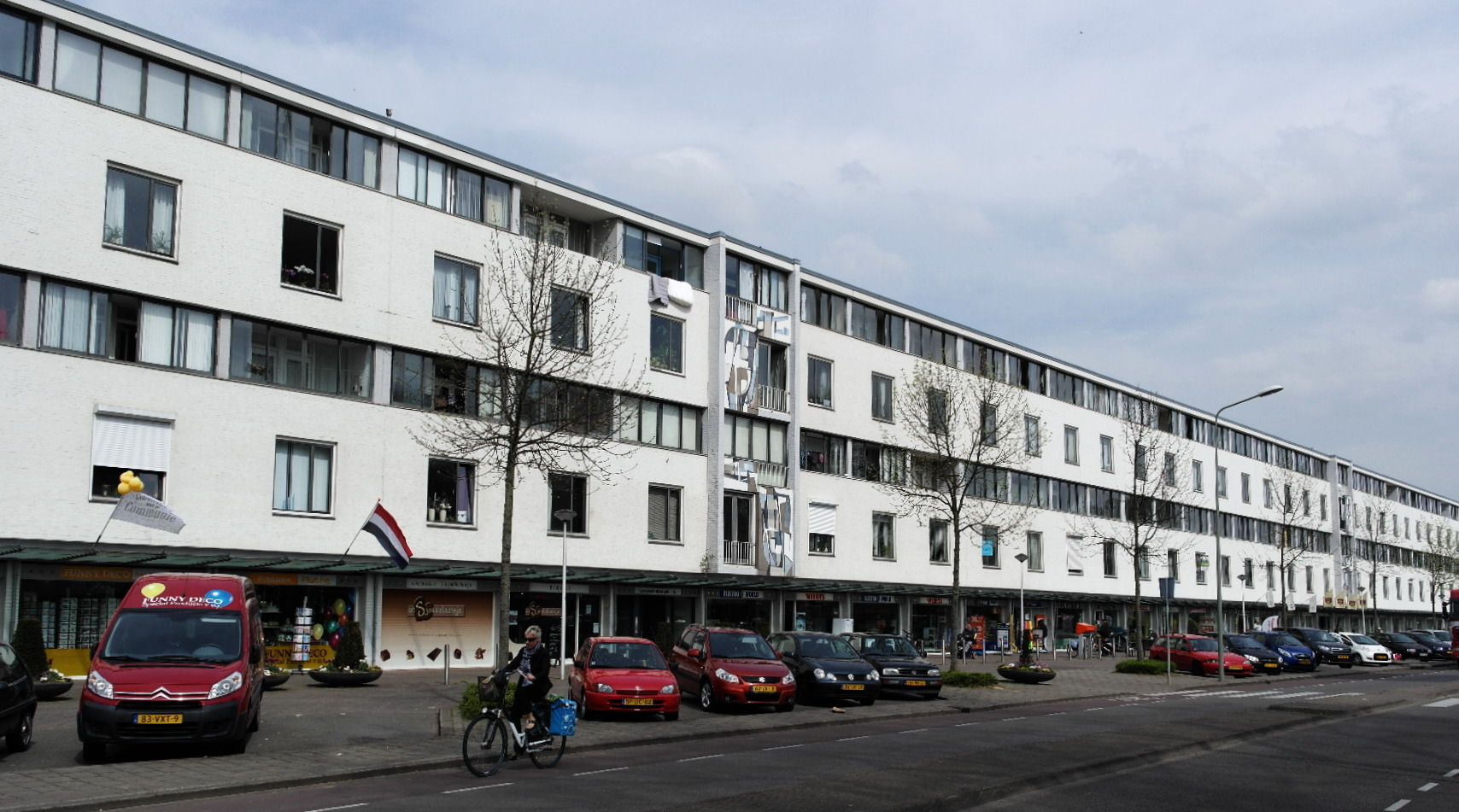
Winkelcentrum (Gerard Snelder, 1958)

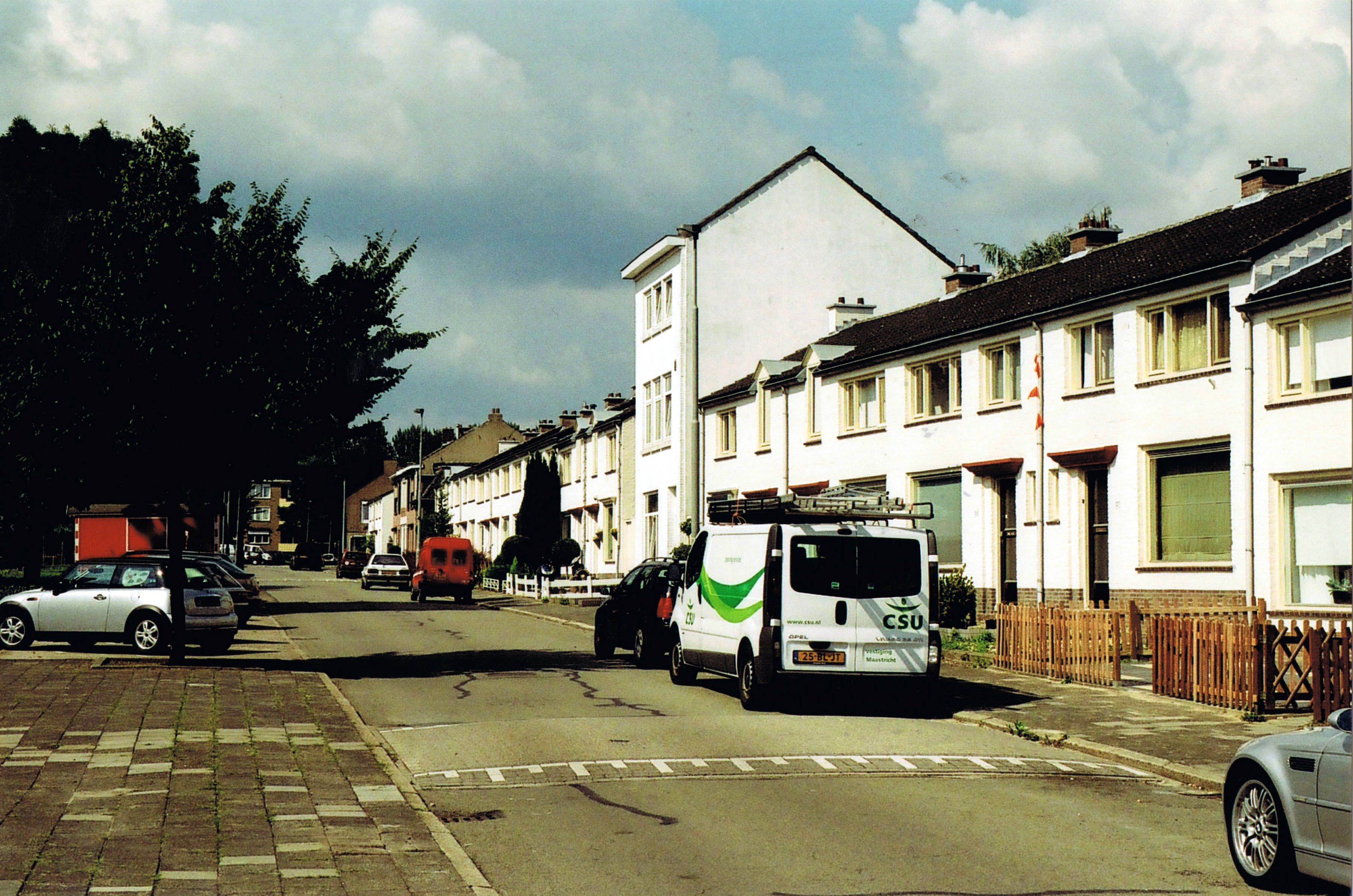
Henri Jonaslaan

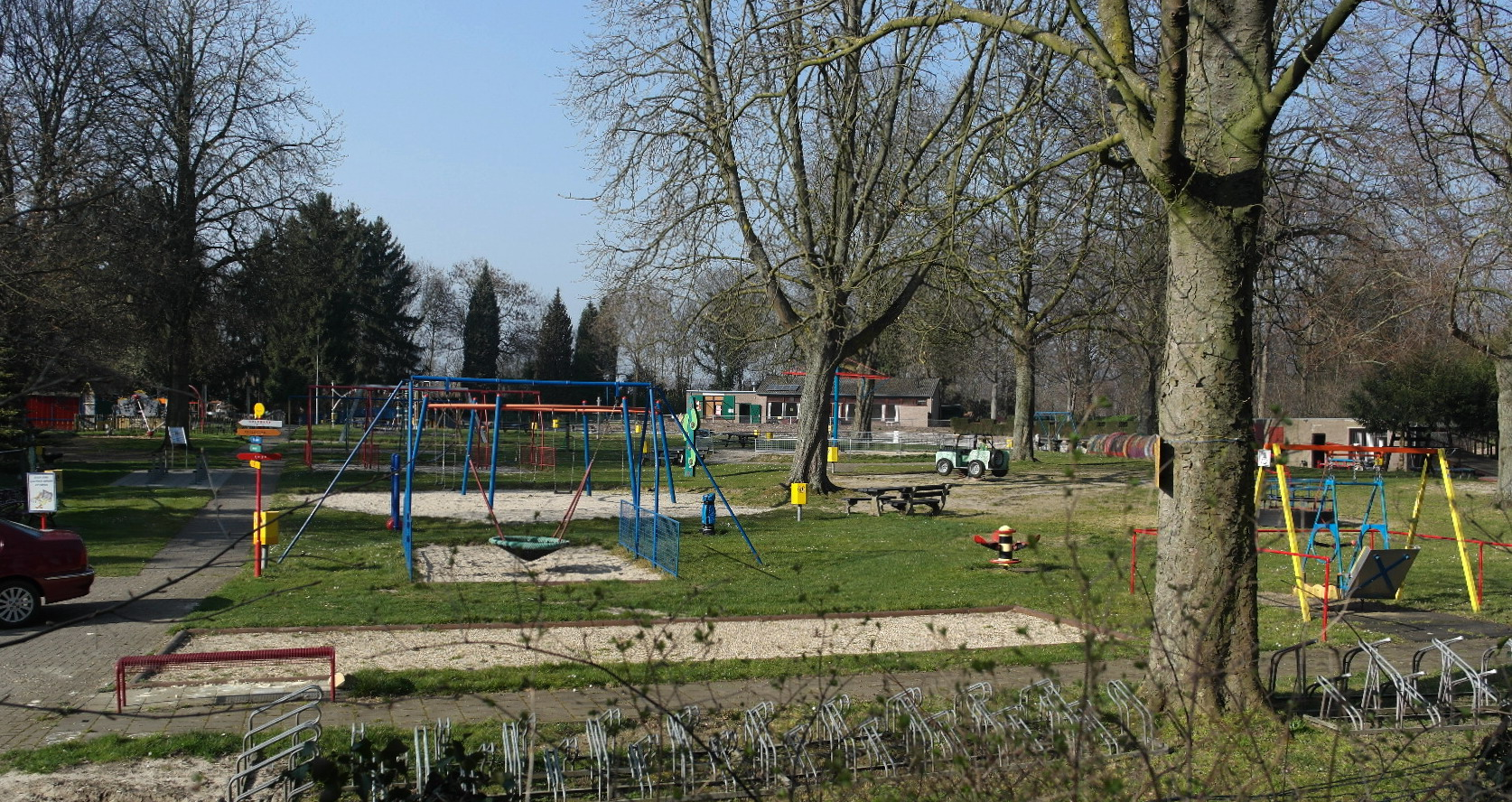
Speeltuin Fort Willem I

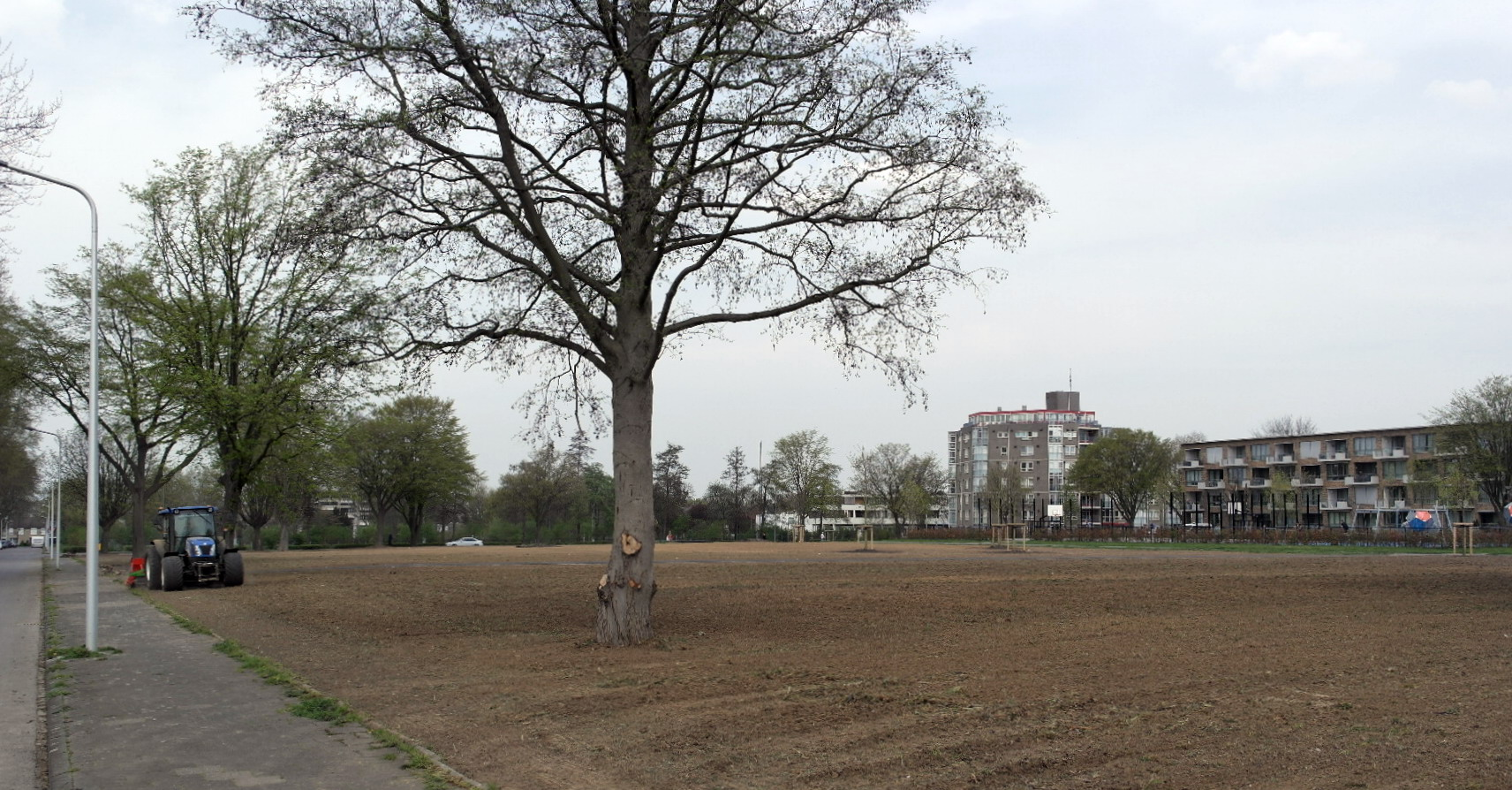
Heringericht wijkpark

### Bouw Fort Willem I
Al in de 18e eeuw hadden de militaire gouverneurs van Maastricht onderkend dat de hoogte van Oud-Caberg een zwak punt was in de verdediging van de vesting. Vanaf die hoogte konden kanonnen de vesting vrijwel ongehinderd bestoken. Al voor de Franse tijd waren er plannen om op de hoogte een fort te bouwen, maar die plannen werden niet uitgevoerd. Nadat de Franse keizer Napoleon Bonaparte in februari 1815 zijn verbanningsoord Elba wist te ontvluchten en vervolgens het Franse leger opnieuw mobiliseerde, besloot de vestingcommandant om de plannen voor het fort op de Caberg versneld uit te voeren. Het fort werd gebouwd tussen 1815 en 1818 naar het door de Fransen achtergelaten plan en werd genoemd naar de nieuwe koning Willem I der Nederlanden.
Bij de definitieve splitsing van Nederland en België in 1839, werd Caberg opgenomen in de Nederlandse gemeente Oud-Vroenhoven. Deze gemeente werd op 1 januari 1920 door Maastricht geannexeerd. De eerste tientallen jaren na de annexatie gebeurde er weinig, maar in 1954 werd een uitbreidingsplan gepresenteerd waarin het gebied ten zuiden van het dorp Caberg zou worden bebouwd.

### Bouw woonwijk
De bouw van Caberg, bestemd voor ruim 6000 inwoners, vond plaats tussen 1956 en 1958 volgens plannen van de stedebouwkundige Frans Dingemans. Dingemans volgde daarbij de indertijd populaire 'wijkgedachte' of 'parochiefilosofie', zoals neergelegd in het Uitbreidingsplan in Hoofdzaken ("Plan West") uit 1954. De wijkgedachte hield in dat een nieuwbouwwijk qua omvang en qua voorzieningen moest functioneren als een parochie, dat wil zeggen: de parochiekerk in het midden, daaromheen scholen, verenigingsgebouwen, winkels en andere voorzieningen, daaromheen wijken voor arbeiders en ambtenaren en aan de randen daarvan recreatiegebieden. In sommige gevallen kwamen er ook woonbuurten voor welgestelden of voor asocialen ('woonscholen'). Volgens de woonschoolfilosofie zou de menging van bewoners leiden tot meer sociaal aangepast gedrag. Caberg werd de eerste parochiewijk in Maastricht-West. Zoals in de meeste naoorlogse wijken in Maastricht bestond het overgrote deel van de woningvoorraad uit huurwoningen.

### Buurtaanpak Caberg-Malpertuis
Caberg had tot voor kort een vrij eenzijdig woningaanbod (veel huurwoningen). De werkloosheid lag er hoger dan in andere wijken en de sociale cohesie was tamelijk zwak. Om die reden besloten de gemeente Maastricht, de woningcorporaties Servatius en Woonpunt, en de buurtplatforms om via de zogenaamde buurtaanpak Caberg-Malpertuis een verbetering van het leefklimaat in deze buurten te realiseren.
Voor de periode 2006-2020 werd een aantal projecten op stapel gezet, die het woningaanbod moesten diversifiëren en de sociale structuur in de twee buurten moesten verbeteren. In Caberg-Noordwest zijn 144 verouderde flats vervangen door nieuwbouw, meest koophuizen. Ook is er een nieuw wijkpark gerealiseerd in de groene wig tussen Caberg en Malpertuis. Het Viegenpark wordt geflankeerd door koopwoningen en sociale huurwoningen. In Caberg-Zuidoost worden nog eens 110 woningen gesloopt.
Anno 2022 ligt het inkomensniveau in Caberg nog steeds beneden het gemiddelde in Maastricht. De werkloosheid is er bovengemiddeld hoog, evenals het percentage bewoners dat afhankelijk is van een uitkering. Een meerderheid van de bewoners woont in een sociale huurwoning.

## Voorzieningen, sport en recreatie
De buurt heeft een beperkt aantal basisvoorzieningen. Zo is er een buurtwinkelcentrum, oorspronkelijk met 32 winkels en een café-restaurant, enkele horecavoorzieningen, het gemeenschapshuis De Wiemerink en basisschool Het Mozaïek. De voormalige parochiekerk van Caberg is in 1999 grotendeels gesloopt. De rooms-katholieke parochie is samengevoegd met de parochie Heilig Hart van Jezus in Oud-Caberg. In de kazemat van het Fort Willem I is een studentensociëteit gevestigd.
De voetbalclub SC Caberg bestond al sinds 1953 en beschikte over een eigen sportaccommodatie in de buurt. Vanwege de aanleg van het buurtpark moest de club verhuizen naar het sportpark van VV Standaard in Malberg, waarna het door teruglopende ledenaantallen in 2013 tot een fusie kwam tussen de twee clubs, thans VV SCM geheten.
Behalve het nieuwe buurtpark beschikt Caberg over de nabijheid van het groengebied rondom het Fort Willem I met onder andere een kinderspeeltuin. In de toekomst zal dit gebied verbonden worden met de Hoge en Lage Fronten en deel gaan uitmaken van het nieuwe Frontenpark.

## Stedenbouw en architectuur
De buurt Caberg werd vanaf 1953 gebouwd volgens het stedenbouwkundig plan van stadsarchitect Frans Dingemans. Het uitbreidingsplan was gebaseerd op de toentertijd gangbare 'parochie-gedachte': een nieuwbouwwijk moest niet groter worden dan een flink dorp; de circa 1400 woningen stonden gegroepeerd rondom de kerk, het buurthuis en het winkelcentrum.
Het door Gerard Snelder in 1958 ontworpen winkelcentrum is een gemeentelijk monument. Het betreft een complex met 119 woningen met winkels aan de Berceusestraat 42-54 (even), Schalmeistraat 39-65 (oneven) en Clavecymbelstraat 6-8, 12-82 (even) en 1-29 (oneven). De Sint-Christoffelkerk in het centrum van de buurt, in 1959 ontworpen door het bureau Swinkels en Salemans en in 1961 opgeleverd, is in 1999 op de toren na gesloopt. De toren werd ontdaan van kruis en kerkklokken en is thans onderdeel van een vrij saai kantoorgebouw. Aan de Rondostraat staat een bankgebouw, dat in 1991 werd ontworpen door Arno Meijs.
Het belangrijkste monument in Caberg is het Fort Willem I uit 1815-1818. Het fort is een rijksmonument; het omliggende gebied, inclusief de Kastanjelaan, een gemeentelijk monument.

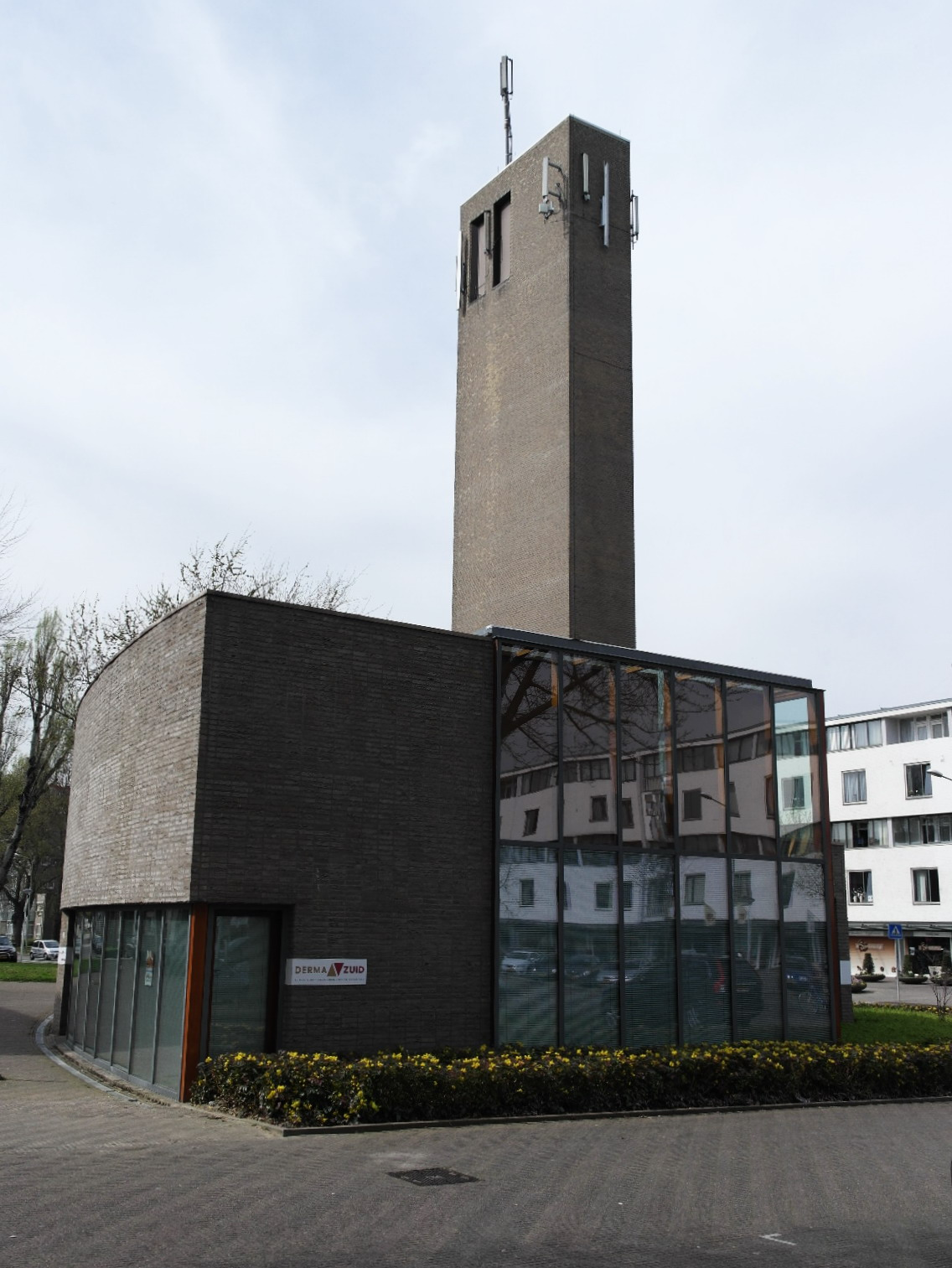
Voormalige kerktoren
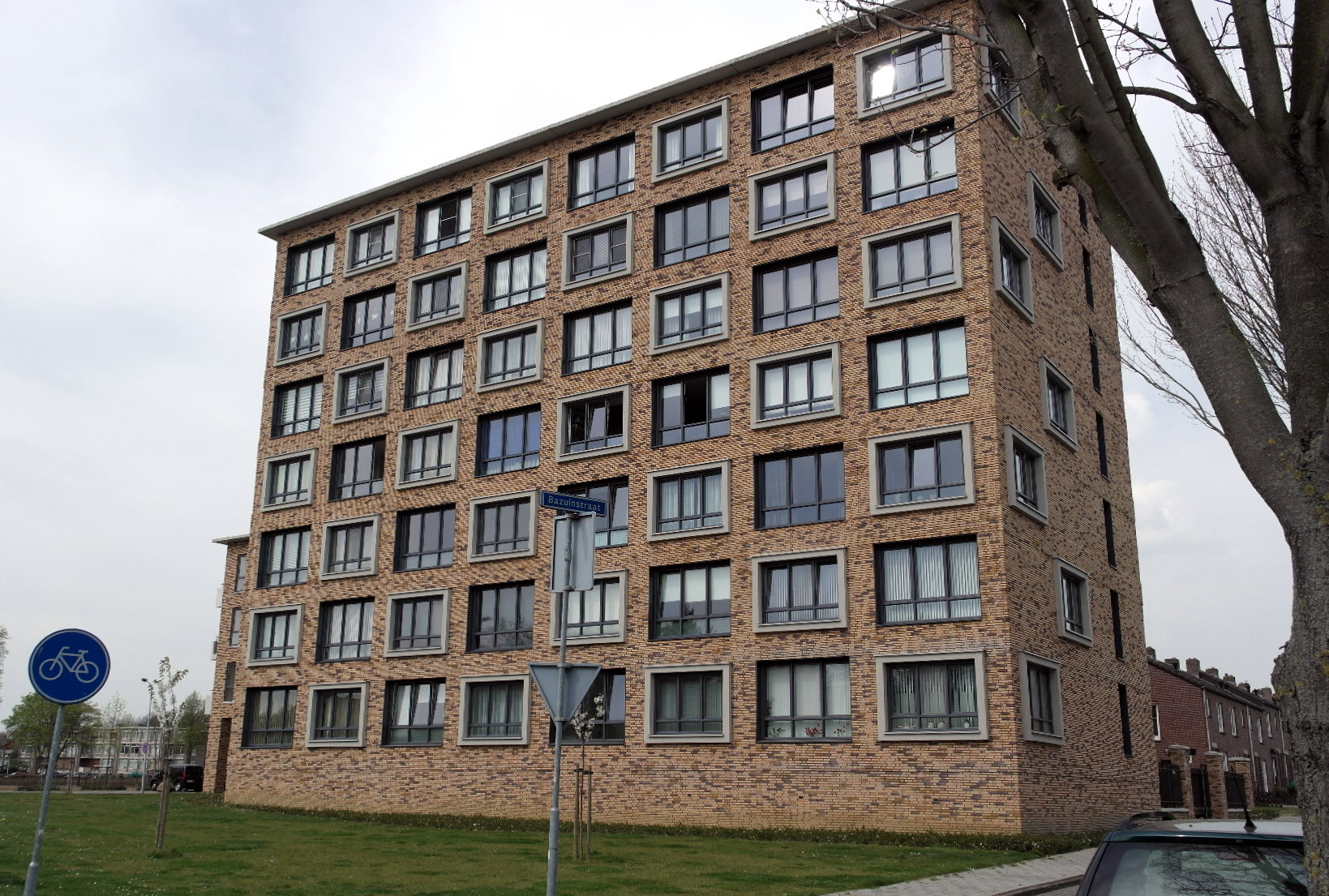
Clavecymbelstraat
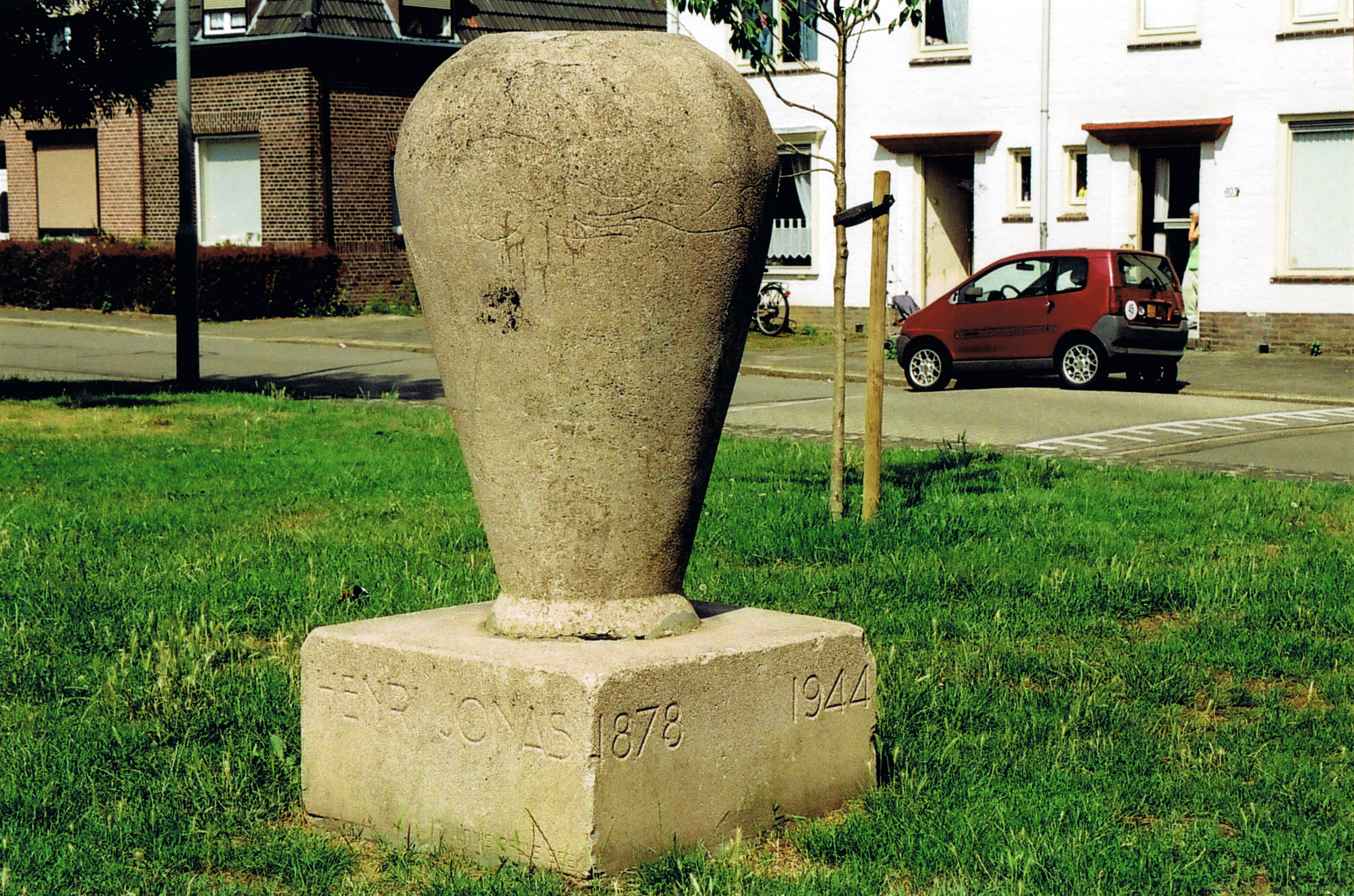
Urn voor Henri Jonas
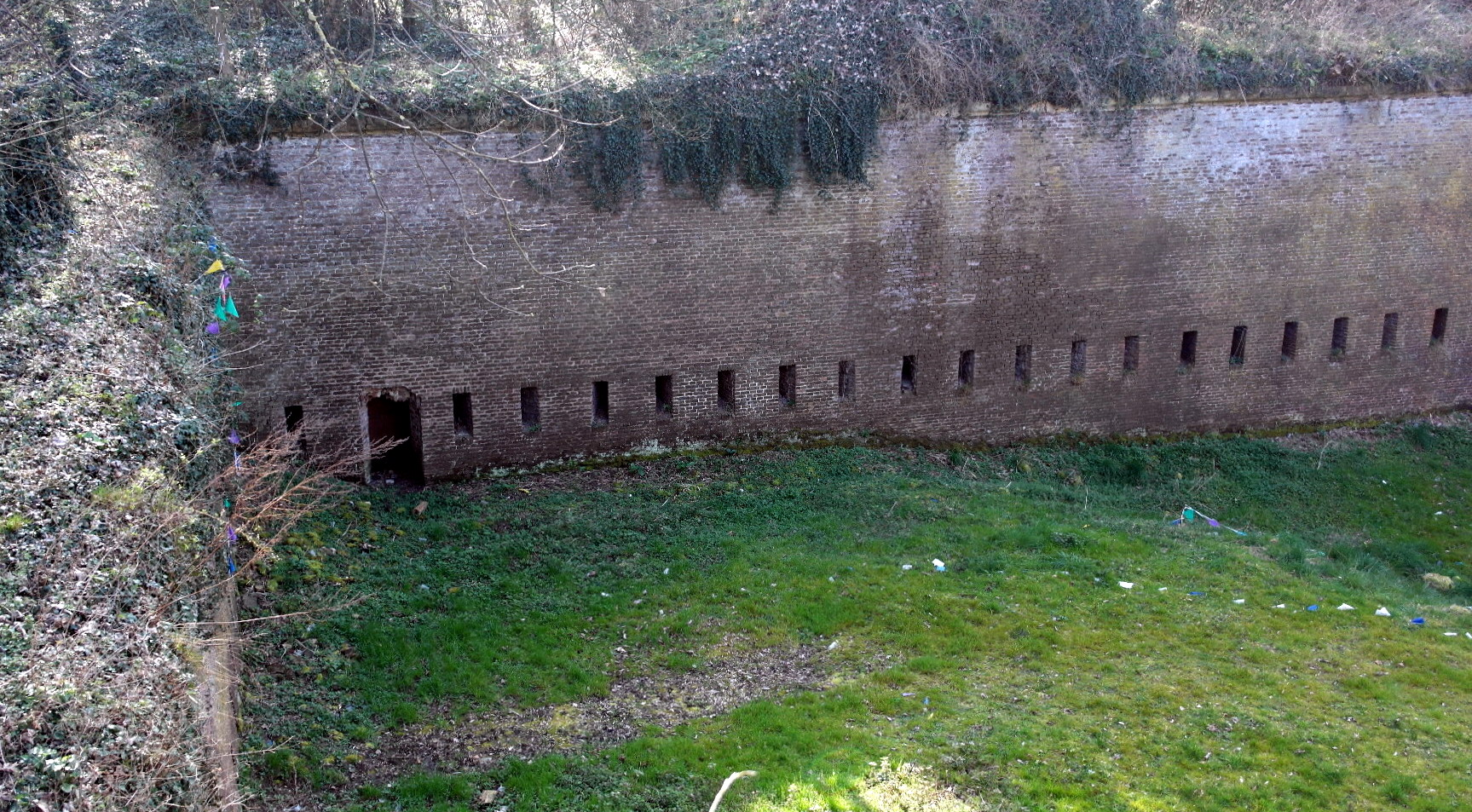
Fort Willem I